# Герцог д’Энгиен
Герцог Энгиенский (д’Энгиен; фр. Duc d'Enghien) — французский аристократический титул. Титул графа, затем герцога Энгиенского, с 1536 года носили члены дома Конде, младшей ветви французской королевской династии Бурбонов.

## История
Сеньория Энгиен стала часть приданого Марии Люксембергской (1472—1547), которая стала женой Франсуа де Бурбона, графа де Вандома (1470—1495). Первым графом Энгиенским в 1536 году стал Франсуа де Бурбон (1519—1546), второй сын Карла IV де Бурбона и Франсуазы д’Алансон. Ему наследовал в 1546 году его младший брат, Жан де Бурбон-Суассон (1528—1557), граф де Суассон и герцог д’Эстутвиль. Его сменил его младший брат, Людовик I Бурбон, 1-й принц де Конде с 1546 года. В 1566 году графство Энгиенское было возведено в ранг герцогства и стало пэрством Франции. Все последующие принцы де Конде носили титул герцогов Энгиенских.
В 1621 году Генрих II де Бурбон-Конде (1588—1646) пожаловал титул герцога Энгиенского своему новорожденному сыну Луи (будущему «Великому Конде»). Старший сын и наследник принца де Конде стал носить титул герцога Энгиенского в качестве титула учтивости.
В 1633 году Генрих II де Бурбон-Конде унаследовал титул герцога де Монморанси после казни в 1632 году своего шурина, Генриха II де Монморанси, последнего герцога Монморанси (1595—1632). В сентябре 1689 года, чтобы окончательно придать титулу герцога Энгиенского легитимность, внук Генриха II, Анри Жюль де Бурбон-Конде (1643—1709), переименовал герцогство де Монморанси в герцогство д’Энгиен, передав его своему сыну, Людовику III де Бурбон-Конде (1668—1710).
Последним носителем титула был Луи-Антуан-Анри де Бурбон-Конде, герцог Энгиенский (1772—1804), единственный сын Луи-Анри-Жозефа де Бурбона, принца де Конде (1756—1830). В марте 1804 года герцог Энгиенский был расстрелян во рву Венсенского замка по приказу Наполеона I.

## Список графов и герцогов Энгиенских
- 1536—1546: Франсуа де Бурбон (3 сентября 1519 — 23 февраля 1546), 1-й граф Энгиенский, третий сын Карла IV де Бурбона, герцога Вандомского (1489—1537), и Франсуазы Алансонской (1490—1550)
- 1546—1557: Жан де Бурбон (16 июля 1528 — 10 августа 1557), граф Энгиенский и Суассонский, младший брат предыдущего, шестой сын Карла IV де Бурбона, герцога Вандомского (1489—1537), и Франсуазы Алансонской (1490—1550)
- 1557—1569: Людовик I Бурбон (1530—1569), граф, затем 1-й герцог Энгиенский (с 1566), 1-й принц де Конде, младший брат предыдущего, седьмой (младший) сын Карла IV де Бурбона, герцога Вандомского (1489—1537), и Франсуазы Алансонской (1490—1550)
- 1569—1588: Генрих I Бурбон-Конде (29 декабря 1552 — 5 марта 1588), 2-й герцог Энгиенский, старший сын предыдущего от первого брака с Элеонорой де Руа (1535—1564)
- 1588—1621: Генрих II де Бурбон-Конде (1 сентября 1588 — 26 декабря 1646), 3-й герцог Энгиенский, единственный сын предыдущего от второго брака с Шарлоттой Екатериной де Ла Тремуй (1568—1629)
- 1621—1646: Луи II де Бурбон-Конде (8 сентября 1621 — 11 декабря 1686), также известен как «Великий Конде», 4-й герцог Энгиенский, старший сын предыдущего и Шарлотты Маргариты де Монморанси (1594—1650)
- 1646—1686: Анри Жюль де Бурбон-Конде (29 июля 1643 — 1 апреля 1709), 5-й герцог Энгиенский, старший сын предыдущего и Клэр-Клеменс де Майе (1628—1694), маркизы де Брезе, дочери Юрбена де Майе, маркиза де Брезе и Николь дю Плесси, племянницы кардинала Ришельё.
- 1689—1709: Людовик III де Бурбон-Конде (10 ноября 1668 — 4 марта 1710), 6-й герцог Энгиенский, второй сын предыдущего и Анны Баварской, принцессы Пфальцской (1648—1723)
- 1709—1710: Луи-Анри де Бурбон-Конде (18 августа 1692 — 27 января 1740), 7-й герцог Энгиенский, старший сын предыдущего и Луизы Франсуазы Нантской (1673—1743), внебрачной дочери Людовика XIV от мадам де Монтеспан.
- 1736—1740: Луи-Жозеф де Бурбон-Конде (9 августа 1736 — 13 мая 1818), 8-й герцог Энгиенский, единственный сын предыдущего и Каролины Гессенской (1714—1741)
- 1756—1772: Луи-Анри-Жозеф де Бурбон-Конде (13 апреля 1756 — 30 августа 1830), 9-й герцог Энгиенский, сын предыдущего и Шарлотты де Роган (1737—1760)
- 1772—1804: Луи Антуан Анри де Бурбон-Конде (2 августа 1772 — 21 марта 1804), 10-й герцог Энгиенский, единственный сын предыдущего и Луизы-Марии-Терезии-Батильды Орлеанской (1750—1822). Не женат и бездетен.